# Коюк (река)
Коюк (англ. Koyuk River) — река на полуострове Сьюард, на западе штата Аляска, США.
Коюк — одна из крупнейших рек полуострова Сьюард.
Берёт начало из небольшого безымянного озера, ограниченного на севере горным хребтом Бенделебен, в центральной части полуострова, на территории национального заповедника Беринг-Лэнд-Бридж. Течёт главным образом в юго-восточном направлении; впадает в залив Нортон. В устье реки расположен город Коюк. Крупнейшие притоки — реки Пис и Салмон, другие притоки — Дайм и Свипстейкс.
Длина реки Коюк составляет 185 км. Площадь бассейна — около 5200 км², включает юго-восточную часть полуострова Сьюард.
Впервые нанесена на карту М. Тебеньковым в 1852 году. По одной из версий, в среднем течении реки находилось возможно первое на Аляске русское поселение Кынговей.